# 임샛별 (뮤지컬 배우)
임샛별(본명: 임미현, 1980년 2월 8일~)은 대한민국의 여자 뮤지컬배우이다.

## 학력
- 청량중학교 (졸업)
- 경희여자고등학교 (졸업)
- 동국대학교 연극영화학과 (졸업)

## 연극&뮤지컬
- 2019년 《발칙한 로멘스 - 울산》
- 2018년 《발칙한 로멘스》
- 2015년 《데스트랩》
- 2013년 《발칙한 로멘스 - 부산》
- 2012년 《발칙한 로멘스 - 광주》
- 2012년 《발칙한 로멘스 - 대구》
- 2012년 《발칙한 로멘스 시즌2 - 대전》
- 2012년 《발칙한 로멘스 시즌2》
- 2011년 《빌칙한 로멘스》
- 2011년 《김종욱 찾기 - 청주》
- 2011년 《스켈리두 - 울산》
- 2011년 《스켈리두》
- 2009년 《광수생각》